# 1221 Amor
1221 Amor је Амор астероид са средњом удаљеношћу од Сунца која износи 1,920 астрономских јединица (АЈ).
Апсолутна магнитуда астероида је 17,7 а геометријски албедо 0,226.